# Niki Zimling
Niki Dige Zimling, född 19 april 1985, är en dansk före detta fotbollsspelare (mittfältare). Han blev 2006 utnämnd till Årets U21-spelare i Danmark. Han har spelat för fem danska ungdomslandslag samt seniorlandslaget.
27 maj 2011 skrev Zimling på ett fyraårskontrakt med den belgiska klubben Club Brugge. Han debuterade för klubben den 28 juli 2011 i en vinstmatch över FK Qarabağ (4–1).